# 谢恩斯礁灯塔
谢恩斯礁灯塔（挪威語：  Kjeungskjær fyr) 是位于挪威特伦德拉格郡歐蘭的一座灯塔。灯塔位于一个小岛上。灯塔建于1880年，并于1987年实现自动化。該灯塔的建築材料是石头。